# يايجي
ناحية يايچي هي إحدى النواحي التابعة لقضاء كركوك، تقع على بعد 11 كم تقريباً غرب كركوك.

## نبذة
ناحية يايجي من المناطق التي تقطنها قوميات متعددة ومتآخية، وأغلبها من التركمان. ويبلغ عدد سكانها 8000 نسمة تقريباً. يقع بالقرب من يايجي منشآت نفطية مثل: مستودع نفط كركوك وشركة غاز الشمال والتركيز الجديد ومحطة ملا عبد الله الغازية. يتميز موقع الناحية بتوسطها لطريقي محافظة الموصل وتكريت. وتوجد فيها منظومة الري المعروف بالكهريز منذ القدم وكذلك بعض المواقع الأثرية غير المكتشفة.

## أصل الاسم
تعني كلمة يايجي: صانع القوس باللغة التركمانية.

## يتبعها
تتبع ناحية يايجي عدة قرى منها:
كمبتلر وتركلان وبلاوة وطوبزاوة وقزليار وقرة تبة دبك تبة والخبازة.

### العشائر
العشائر الموجودة: الصالحي. الاوجشلي، الزوبع، الحمدان، ، 